# Lourdes Van-Dúnem
Maria de Lourdes Pereira dos Santos Van-Dúnem, mais conhecida como Lourdes Van-Dúnem (Luanda, 29 de abril de 1935 - 4 de janeiro de 2006), foi uma cantora angolana, que chegou à ribalta na década de 1960 com o grupo N'gola Ritmos, com quem gravou o seu primeiro álbum, Monami. Van-Dúnem fez várias digressões em Portugal, Argélia e no Brasil, além de espectáculos em Angola. A maior parte de sua carreira foi, no entanto, no grupo Jovens do Prenda.
Os prémios mais notáveis que recebeu foram de A mais poderosa música de Angola, durante o festival Sun City na África do Sul e o prémio da Rádio Nacional de Angola, no programa de final de ano A Melhor Voz Feminina da Música Angolana, ambos em 1997.
Van-Dúnem morreu em 2006 de febre tifóide e deixou uma filha. O Presidente de Angola, José Eduardo dos Santos, esteve presente no seu funeral.

## Biografia
Lourdes Van-Dúnem nasceu em Luanda, em Angola, em 29 de abril de 1935. Fez o ensino primário na Liga Nacional Africana e a escola secundária no Colégio de Dona Castro e Silva.  
Van-Dúnem começou a cantar durante os seus tempos de escola. 
Van-Dúnem trabalhou como locutora na rádio Voz de Angola, onde terá aprendido a falar quimbundo, apesar de cantar nessa língua já há alguns anos.  Van-Dúnem cantava em clubes durante o seu início de carreira e foi uma das poucas cantoras reconhecidas no país nos anos 60, quando a música em Angola era dominado por homens.

## Carreira musical
A sua carreira musical começou em 1960, quando se juntou à banda N'gola Ritmos juntamente com Liceu Vieira Dias, José de Fontes Pereira, Amadeu Amorim e Belita Palma, que se tornaram lendas da música angolana e militantes do na altura movimento anticolonialista, e posteriormente partido político, Movimento Popular de Libertação de Angola (MPLA). O seu primeiro álbum Monami foi altamente aclamado. Durante esse período, Van-Dúnem viajou por Angola e Portugal em digressão. Nos anos 70, passou a fazer parte da banda Jovens do Prenda. Durante esse período, teve espectáculos em diversos países, tais como África do Sul, Portugal, Brasil, Argélia, França, Espanha e Zimbábue . Nos anos 80, foi Secretária de Estado da Cultura e viajou bastante no norte e sul de Portugal. Em 1996, ela gravou o disco SOWHY em Paris e o album Ser Mulher, em Portugal. Em 1997, Van-Dúnem publicou a segunda versão de Ser Mulher, com a editora Nováfrica.

## Reconhecimento e serviço público
A 29 de março de 1991, recebeu o diploma de Voz Feminina mais antiga de Angola, no Hotel Turismo. Ela recebeu um grau honorário de "homenagem aos pilares da música angolana" em 31 de junho de 1993. No 420º aniversário da fundação da cidade de Luanda, em 24 de janeiro de 1996, recebeu o "diploma do governo da Cidade de Luanda".  
Em 1996, Van-Dúnem participou do projeto "So Why" do Comité Internacional da Cruz Vermelha (CICV) junto com outras celebridades africanas. No âmbito deste projecto, gravou um álbum com outros cinco cantores de destaque, e gravou o documentário, juntamente com um livro intitulado Woza Africa, cujo lucro foi destinado às vítimas de guerra em África.  O prefácio foi escrito por Nelson Mandela e a campanha teve por finalidade apoiar as vítimas de guerra civil em 1997. 
A 3 de setembro de 1997, foi premiada "a música mais poderosa da Angola". durante o festival "Sun City" na África do Sul. Em 31 de dezembro de 1997, recebeu o diploma da Rádio Nacional de Angola, programa de final de ano "A Melhor Voz Feminina na Música Angolana".
 

Van-Dúnem morreu de febre tifóide a 4 de janeiro de 2006 e deixou uma filha.  O Presidente de Angola, José Eduardo dos Santos, esteve presente no seu funeral.

## Ligações Externas
- Lurdes Vandunem - Imbwa kegie Ngana Ié
- Manazinha - Ngola Ritmos Feat Lurdes Van Dúnem